# زينايدا شاركو
زينايدا ماكسيموفنا شاركو (بالروسية: Зинаида Максимовна Шарко؛ 14 مايو 1929 - 4 أغسطس 2016) ممثلة مسرحية وسينمائية سوفيتية وروسية. كانت عضوًا في مسرح بولشوي الدرامي، وحصلت على جائزة فنانة الشعب في جمهورية روسيا الاتحادية الاشتراكية السوفياتية في عام 1980. حائزة على جائزة كونستانتين سيرجيفيتش ستانيسلافسكي الدولية "للمساهمة في فن المسرح" (1997) وجائزة مسرح القناع الذهبي (2013).